# Piperade

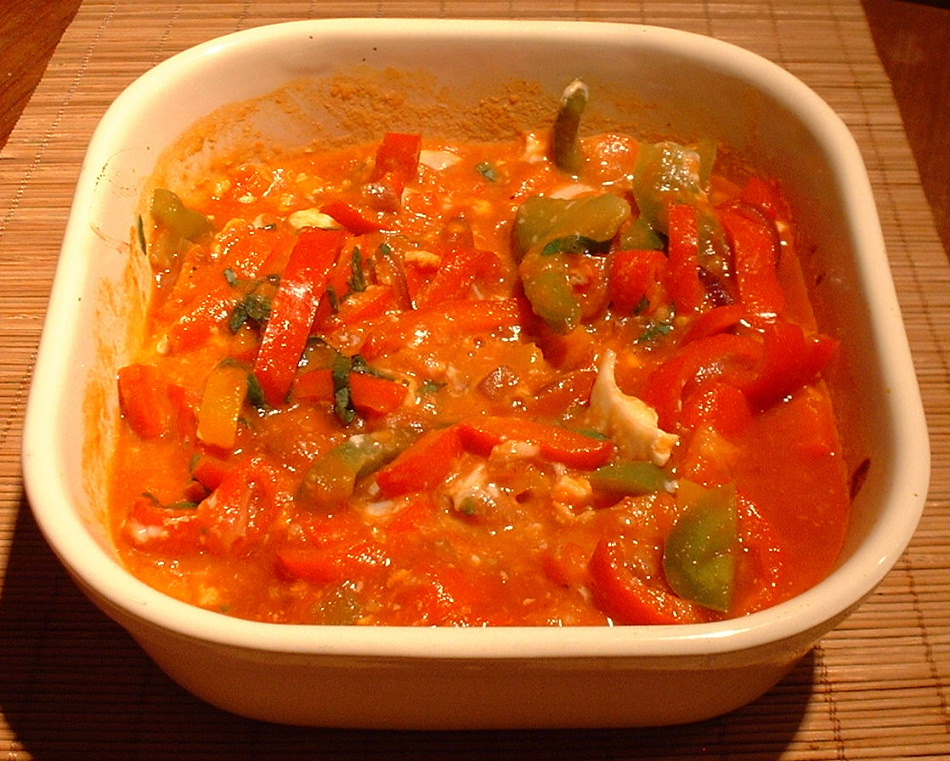
Piperrada

Piperade oder Piperrada ist ein traditionelles baskisches (aquitanisches) Gericht, das aus Zwiebeln, Knoblauch, in Olivenöl sautierten Tomaten und Gemüsepaprika besteht und mit aufgeschlagenen Eiern übergossen werden kann und anschließend etwa die Konsistenz eines Omeletts hat. Die Piperade wird aber überwiegend als Beilage für Hähnchen (Poulet basquaise), Fisch und mit Reis serviert. 
Heute auch als Gericht in der vegetarischen Küche bekannt, wird aber typischerweise in Streifen geschnittener, angebratener Bayonne-Schinken hinzugefügt. Um das Gericht in seiner ursprünglichen Form zuzubereiten, sollte Piment d’Espelette (eine kleine roter Paprika aus der Gemeinde Espelette) und Piment d'Anglet verwendet werden.